# Colba-Superano Ham/Saison 2012
Dieser Artikel listet Erfolge und Fahrer des Radsportteams Colba-Superano Ham in der Saison 2012 auf.

## Erfolge in der UCI Europe Tour
Bei den Rennen der UCI Europe Tour im Jahr 2012 gelangen dem Team nachstehende Erfolge.
| Datum    | Rennen            | Kat. | Sieger              |
| -------- | ----------------- | ---- | ------------------- |
| 17. Juni | Flèche Ardennaise | 1.2  | Clément Lhotellerie |

## Zugänge – Abgänge
| Zugänge                | Team 2011                             | Abgänge                        | Team 2012                  |
| ---------------------- | ------------------------------------- | ------------------------------ | -------------------------- |
| Sven Van Den Houte     | Veranda’s Willems-Accent              | Sander Cordeel                 | Lotto Belisol Team         |
| Olivier Pardini        | Wallonie Bruxelles-Crédit Agricole    | Niels Wytinck                  | An Post-Sean Kelly         |
| Clément Lhotellerie    | La Royale Pédale Saint-Martin Tournai | Tom Vermeer                    | Nutrixxion Abus            |
| Laurent Carton         | Lotto-Bodysol (2009)                  | Maik Wensink                   | Raiko Stölting             |
| Tom Goovaerts          | Neoprofi                              | Philip Schulz                  | Team Ur-Krostitzer Univega |
| Stijn Provost          | Neoprofi                              | Maarten Dhaene                 | Unbekannt                  |
| Normand Ronny          | Neoprofi                              | Kevin Grieten                  | Unbekannt                  |
| Kevin Suárez           | Neoprofi                              | Alexander Labbe                | Unbekannt                  |
| Rick Van Caldenborgh   | Neoprofi                              | Jeffry Van Den Bulck           | Unbekannt                  |
| Mathias Van Holderbeke | Neoprofi                              | Dieter Van Lancker             | Unbekannt                  |
|                        |                                       | Stijn Provost (bis 31. Juli)   | Unbekannt                  |
|                        |                                       | Philip Vandaele (bis 31. Juli) | Unbekannt                  |

## Mannschaft
| Name                   | Geburtstag        | Nationalität           |              |
| ---------------------- | ----------------- | ---------------------- | ------------ |
| Laurent Carton         | 13. März 1989     | Belgien                |              |
| Jurgen François        | 26. März 1985     | Belgien                |              |
| Tom Goovaerts          | 3. Juli 1988      | Belgien                |              |
| Hamish Robert Haynes   | 5. März 1974      | Vereinigtes Königreich |              |
| Clément Lhotellerie    | 9. März 1986      | Frankreich             |              |
| Olivier Pardini        | 30. Juli 1985     | Belgien                |              |
| Normand Ronny          | 27. Juni 1988     | Belgien                |              |
| Kevin Suárez           | 17. Oktober 1989  | Belgien                |              |
| Tom Van Becelaere      | 7. Januar 1982    | Belgien                |              |
| Rick Van Caldenborgh   | 5. August 1993    | Belgien                |              |
| Sven Van Den Houte     | 5. November 1984  | Belgien                |              |
| Mathias Van Holderbeke | 18. Dezember 1992 | Belgien                |              |
| Timothy Vangheel       | 26. August 1986   | Belgien                |              |
| Jim Vercruyce          | 6. Dezember 1988  | Belgien                |              |
| Stagiaires             | Stagiaires        | Nationalität           | Nationalität |
| James Mowatt           | James Mowatt      | Australien             |              |
| Lewis Rigaux           | Lewis Rigaux      | Belgien                |              |